# Manduca maculata
Manduca maculata är en fjärilsart som beskrevs av Augustus Radcliffe Grote 1883. Manduca maculata ingår i släktet Manduca och familjen svärmare. Inga underarter finns listade i Catalogue of Life.